# Batalha de Mediolano
A Batalha de Mediolano (em latim: Mediolanum) foi travada em 259 entre as forças dos alamanos, uma tribo germânica, e as legiões romanas lideradas pelo imperador Galiano. Os alamanos foram completamente destruídos numa acachapante vitória romana.

## Contexto
Como o imperador Valeriano, pai de Galiano, não conseguiu estar presente para a batalha, ele nomeou seu filho Galiano comandante. Enquanto ele próprio lutaria contra o Império Sassânida e os godos, que na época estavam saqueando a Trácia e haviam invadido a Ásia Menor, Galiano recebeu a incumbência de defender as fronteiras imperiais no ocidente.
Porém, a situação ali era igualmente difícil. A fronteira do Danúbio sofria constantes ataques bárbaros e Galiano teve que marchar com reforços da Gália até a Dácia e a Mésia para repeli-los. A situação era tão crítica que, em 259, as legiões da Panônia e da Mésia se rebelaram e proclamaram Ingênuo imperador. Galiano reuniu suas forças na região do Reno, deixou a II Parthica para defender a região e partiu para a batalha.

## Preliminares
Dentro da fronteira do Reno e dos Alpes, uma confederação de tribos chamada coletivamente de alamanos, que ocupava boa parte do Campos Decúmanos (o território em forma de cunha entre as nascentes do Reno e do Danúbio), cruzaram os Alpes e atacaram as férteis planícies do vale do Pó. A devastação instalou o pânico em Roma, que na época ainda não era uma cidade murada. O senado romano apressadamente armou a população para dar-lhes combate numa tentativa de assegurar que o diminuto exército que protegia a cidade desse conta de expulsar os invasores.
Galiano tinha acabado de derrotar Ingênuo (r. 260) quando soube da invasão. Ele imediatamente marchou com a I Adiutrix, II Italica e a II Parthica para interceptar os invasores que, naquele momento, segundo o historiador bizantino João Zonaras, haviam recuado diante da inesperada resistência da população romana liderada pelos senadores.

## Batalha
Quando Galiano finalmente chegou ao vale do Pó, ele encontrou os alamanos nos arredores de Mediolano. A vitória foi total e, segundo Zonaras, 300 000 alamanos foram mortos naquele dia, o que rendeu a Galiano o título de Germânico Máximo (em latim: Germanicus Maximus).

## Consequências
O sucesso dos alamanos em sua invasão ao império revelou uma vez mais a fragilidade da antiga e tradicional estratégia de colocar legiões nas regiões fronteiriças sem deixar nenhuma para proteger a região interior. A Batalha de Mediolano também demonstrou aos romanos o valor de unidades militares rápidas e flexíveis. O resultado foi que Galiano promoveu uma ampla reforma do exército, introduzindo uma força móvel composta principalmente de cavalaria chamadas vexillationes. As principais unidades deste exército estavam sob o controle de seu fiel general Auréolo em Mediolano com a missão de proteger a Itália.
O senado também tentou reconquistar o direito de armar e comandar suas próprias forças militares para defender a cidade da ameaça germânica. Mas, desconfortável com este desafio ao seu poder, Galiano retirou definitivamente todas as prerrogativas militares dos senadores.
Finalmente, a invasão dos alamanos mostrou a vulnerabilidade das cidades italianas, principalmente de Roma. Algum tempo depois, o imperador Aureliano mandou construir uma poderosa muralha para defender a capital imperial.